# Место поред прозора
Место поред прозора је четрнаести студијски албум српског рок бенда Галија. Албум је објављен 2010. године.

## Списак песама
На албуму се налазе следеће песме:

## Чланови групе
- Ненад Милосављевић
- Предраг Милосављевић
- Драгутин Јаковљевић
- Бобан Павловић
- Славиша Павловић
- Дејан Антовић
- Милош Крстић
- Горан Антовић

## Гости на албуму
- Миша Блам
- Иван Илић
- Гордана Свиларевић
- Љиљана Ранђеловић
- Немања Бановић
- Страхиња Бановић
- Љубиша Паунић
- Иван Илић